# Пилот (группа)
«Пилот» (также часто используется написание «ПилОт») — российская рок-группа, образованная в 1997 году Ильёй Кнабенгофом (Илья Чёрт).

## История

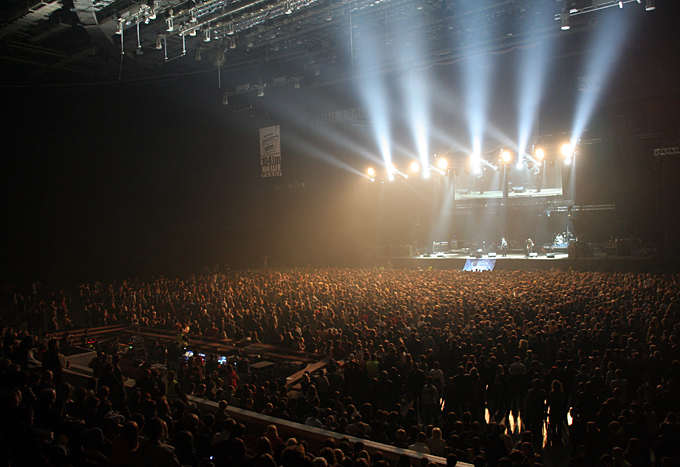
Выступление группы в рамках акции «Мир против наркотиков», 2008 год

11 января 1997 года в Санкт-Петербурге после распада коллектива Military Jane рождается группа «Пилот» в следующем составе: Илья Чёрт (вокал), Роман Чуйков (гитара), Станислав Марков (бас-гитара), Виктор Кузьмичёв (барабаны). С января по май группа записывает свой первый альбом «Война» на студии «Нева-Рекордс», который выходит в декабре.
Коллектив начинает постоянно выступать на различных рок-фестах, в том числе на фестивалях «Песни конца XX века», «Наполним небо добротой», «Новая Волна Питерского Рока», «Рок против наркотиков», «Балтийский берег», «Невский десант 2». В начале 1998 года группа выпускает второй альбом — «Жывой концерррт».
В первые месяцы 1999 года группу покидают Виктор Кузьмичёв (на смену ему приходит Денис «Денс» Можин) и скрипачка Мария Нефёдова, перешедшая в культовую хоррор-панк группу «Король и Шут» (которую заменяет Макс Йорик). В феврале появляется официальный сайт группы и выходит клип на песню Трамвайная, который начинают показывать на канале MTV Россия. 23 октября проходят съёмки концерта в питерском клубе «Спартак». Осенью выходят CD «Жывой концерррт» и видео-книжка «Пилот. Часть первая официальная». MTV начинает ротацию клипа на песню Транзит. 30 сентября группа выпускает видео «Концерт в Санкт-Петербурге зпт» с клипом на песню Война.
В 2000 году в группу приходит Николай Лысов на место ушедшего Можина. В мае 2001 года заканчивается работа над альбомом «Сказка о Прыгуне и Скользящем». Осенью свет увидел клип на песню «Тюрьма», запущенный в ротацию Муз-ТВ и попавший в хит-парад «ПепсиЧарт» на НТВ. Зимой осуществляются съёмки клипов на песни «Небо» и «7 часов утра».
22 февраля 2002 года ознаменовалось выходом альбома «Наше Небо», презентация которого проходит в Санкт-Петербурге и Москве.
В октябре 2002 года записан и выпущен альбом «Джоконда».
В 2003 году музыканты становятся лауреатами Премии «Побороll» в номинации «Группа года: Выбор слушателей». Весной выходит мини-альбом «Времена года». В этом же году снимается клип на песню Мама.
В начале 2004 года на VIII церемонии вручения музыкальных наград «Премия FUZZ» группа побеждает в номинации «Группа Года — 2003». 20 апреля 2004 выходит альбом «Рыба, Крот и Свинья». Концерт-презентация новой программы состоялась 25 апреля во Дворце Спорта «Лужники». В июне выпускается клип «Шнурок», а в ноябре — «Ждите солнца».
2005 год ознаменовался приходом в группу Виктора Бастракова и уходом Романа Чуйкова. Выходит клип на песню Рок.
В марте 2006 года группа издаёт альбом «Ч/б».
11 января 2007 года группа отмечает своё 10-летие в Санкт-Петербурге в ДС Юбилейный, открывает новый интернет-сайт и выпускает юбилейный альбом «10 лет — полёт нормальный». В октябре из группы уходит Макс Йорик. На замену ему приходит Андрей Казаченко.
18 сентября 2008, после выхода в свет DVD «10 лет — полёт нормальный», группа выпускает альбом «1+1=1».
Осенью 2009 года группа даёт концерты в поддержку нового альбома «Содружество».
1 сентября 2011 года был представлен очередной альбом группы под названием «Осень», тур в поддержку которого прошёл по 25 городам.
В феврале 2012 года группа отмечает своё 15-летие большими концертами в Санкт-Петербурге и Москве, собрав на каждом несколько тысяч поклонников. В марте группа начинает тур «15 лет рока — это срок». 6 июля группа выступает на фестивале «Нашествие 2012» в качестве хэдлайнера первого дня фестиваля, отыграв полуторачасовую юбилейную программу. Осенью 2012 года коллектив продолжает юбилейный тур, который закончился первым посещением города Норильск в середине декабря.
24 февраля 2013 года группа стала лауреатом премии «Чартова Дюжина», получив приз в номинации «Песня» за композицию «Осень». В том же году, в преддверии выхода нового альбома, коллектив расстался с Николаем Лысовым и Стасом Марковым. На смену им пришли барабанщик Никита Белозеров и басист Сергей Вырвич (ex-«Ю-Питер»). С ними коллектив начал записывать новый альбом, релиз которого состоялся осенью 2013 года.
В июне 2013 года музыканты приняли участие во втором рок-фестивале «Остров» в Архангельске, а также рок-фестивалях «Доброфест», «Нашествие» и «Крылья». 2 октября 2013 года начался гастрольный тур группы в поддержку альбома «13».
8 августа 2014 года из-за оторвавшегося тромба скончался Виктор Бастраков.
6 сентября 2015 года был выпущен альбом «Изолятор». Илья Чёрт охарактеризовал его как «один из самых жесточайших и по музыке, и по текстам» среди всех альбомов коллектива.
Весной 2016 года группа выпустила альбом «Кукушка». Релиз посвящён «древней магии» и наполнен этническими настроениями.
2017 год ознаменовался для ПИЛОТа самым масштабным гастрольным туром за всю историю группы: музыканты выступили более чем в 50 городах с юбилейной программой «Двадцатничек», а на юбилейном концерте в Санкт-Петербурге, помимо гостей группы, на сцене появился и ex-басист группы — Станислав Марков, сыграв с группой песню «Тюрьма».
11 января 2018 года, в 21-летие группы, был выпущен альбом «Пандора».
2019 год группа посвящает гастрольному туру «15 лет альбому „Рыба, крот и свинья“». К тому моменту коллективом было выпущено 13 номерных альбомов, снято 20 видеоклипов. Сольные концерты собирают более 6000 человек.
В конце осени 2020 года вышла песня «Заживо», написанная в мае 2017 года. Композиция стала первым синглом с будущего альбома группы, на который в марте 2021 года был выпущен видеоклип с альтернативным саундтреком. Вторым и третьим синглами с альбома стали песни «Апрель» и «Архангельск», а 17 декабря 2021 года в «Чартовой дюжине» «Нашего радио» стартовал четвёртый сингл с будущего альбома — песня «Самый вкусный снег».
3 марта 2022 года начался юбилейный тур, посвящённый 25-летию группы, а 2 апреля был выпущен видеоклип на пятый сингл с будущего альбома — песню «Иордань».
13 мая выходит клип на песню «Челябинск-Шамбала» из будущего альбома, а уже 27 мая группа выпустила и сам альбом «Тыгыдым».
В 2022 году группа приняла участие в патриотическом марафоне «Zа Россию» в поддержку нападения России на Украину. На фоне участия в марафоне из группы ушёл клавишник и электронщик Андрей Казаченко, игравший в ней с 2007 года. Также группу покинули басист Сергей Вырвич и пресс-атташе Лана Балахматова.
В августе 2022 года группа «Пилот» представила новых участников: ими стали Алексей Светлов (гитара) и Иван Петров (бас-гитара). К группе также присоединилась PR-менеджер Анна Меньшикова.
1 сентября группа представила клип на песню «Море, космос, дети».

## Состав

### Текущий состав
- Илья Чёрт — вокал, автор, электрогитара, акустическая гитара, губная гармошка, ударные (1997—наши дни)
- Никита Белозёров — барабаны, эл.перкуссия, вокал (2013—наши дни)
- Алексей Светлов — гитара, вокал (2022—наши дни)
- Иван Петров — бас-гитара, вокал (2022—наши дни)

### Бывшие участники
- Станислав Марков — бас-гитара (1997—2013)
- Виктор Кузьмичёв — барабаны (1997—1999, покинул группу по семейным обстоятельствам)
- Роман Чуйков — гитара (1997—2005; умер в 2013)
- Денис Можин — барабаны (1999—2000)
- Макс Йорик — скрипка, клавишные, перкуссия (1999—2007)
- Николай Лысов — барабаны (2000—2013)
- Виктор Бастраков — гитара (2006—2014; умер в 2014)[15]
- Андрей Казаченко — клавишные, семплы, электрогитара (2007—2022)[16]
- Сергей Вырвич — бас-гитара (2013—2022)

### Сессионные музыканты
- Сергей Смородинский — гитара (2004—2005)
- Павел Пиковский — гитара (участник записи альбома «Кукушка»)
- Егор Убель — гитара (альбом «Изолятор»[17] и «Тыгыдым»[18]), гитара и скрипка (альбом «Кукушка»[19])
- Юрий Синицкий — губная гармошка (альбом «Тыгыдым»)

## Дискография
Студийные альбомы
- 1997 — «Война (акустика)»
- 2001 — «Сказка о Прыгуне и Скользящем»
- 2002 — «Наше Небо»
- 2002 — «Джоконда»
- 2004 — «Рыба, Крот и Свинья»
- 2006 — «Ч/б»
- 2008 — «1+1=1»
- 2009 — «Содружество»
- 2011 — «Осень»
- 2013 — «13»
- 2015 — «Изолятор»
- 2016 — «Кукушка»
- 2018 — «Пандора»
- 2022 — «Тыгыдым»

Концертные альбомы
- 1998 — «Жывой концерррт»
- 1999 — «Концерт в Санкт-Петербурге зпт»

Мини-альбомы и сборники
- 2002 — «Времена года»
- 2007 — «10 лет — полёт нормальный»
- 2017 — «Двадцатничек»